# Alveston (Warwickshire)
Alveston – wieś w Anglii, w hrabstwie Warwickshire. Leży 11 km na południowy zachód od miasta Warwick i 131 km na północny zachód od Londynu.